# Space Hulk: Tactics
Space Hulk: Tactics est un jeu vidéo de tactique au tour par tour développé par Cyanide et édité par Focus Home Interactive, sorti en 2018 sur Windows, PlayStation 4 et Xbox One.

## Accueil
- Canard PC : 5/10[1]
- Jeuxvideo.com : 14/20[2]